# Komuna e Prezës
Komuna e Prezës är en kommun i Albanien.   Den ligger i prefekturen Qarku i Tiranës, i den centrala delen av landet, 17 km nordväst om huvudstaden Tirana.
Trakten runt Komuna e Prezës består till största delen av jordbruksmark.  Runt Komuna e Prezës är det tätbefolkat, med 570 invånare per kvadratkilometer.